# Thurop Van Orman
Mark Ashton Van Orman, detto Thurop (Norfolk, 26 aprile 1976), è un autore televisivo, animatore e doppiatore statunitense.
Noto soprattutto per essere il creatore della serie animata Le meravigliose disavventure di Flapjack, nella quale presta la voce al protagonista Flapjack, ha studiato animazione al California Institute of the Arts ed è stato un storyboard artist per altre serie animate di Cartoon Network come Camp Lazlo, Le Superchicche e Le tenebrose avventure di Billy e Mandy. Inoltre, è stato co-produttore esecutivo e autore di alcuni episodi per Adventure Time.

## Filmografia

### Attore
- Fusi di testa (Wayne's World), regia di Penelope Spheeris (1992)
- Non è mai troppo tardi (The Bucket List), regia di Rob Reiner (2007)

### Doppiatore
- Sesame Street: Letters - videogioco (1997)
- Mack - videogioco (2006)
- The Marvelous Misadventures of Flapjack - cortometraggi (2007)
- Le meravigliose disavventure di Flapjack (The Marvelous Misadventures of Flapjack) - serie animata, 46 episodi (2008-2010)
- FusionFall - videogioco (2009)
- Go Tell Ricky Scrotum, regia di Jackie Buscarino (2010)
- Cartoon Network: Pugni a volontà (Cartoon Network: Punch Time Explosion) - videogioco (2011)
- Adventure Time - serie animata, 3 episodi (2011-2018)
- Gravity Falls - serie animata, 9 episodi (2012-2016)
- Sanjay and Craig - serie animata, 46 episodi (2013-2014)
- Gravity Falls - cortometraggi, 1 episodio (2014)
- Jo Minkus, regia di Benjamin Anders (2016)
- The Magnificent Menagerie of Melvin McMelanie, regia di Kiernan Sjursen-Lien (2016)
- Home - Le avventure di Tip e Oh (Home: Adventures with Tip & Oh) - serie animata, 4 episodi (2016-2018)
- Too Loud - serie animata, 1 episodio (2017)
- Angry Birds 2 - Nemici amici per sempre (The Angry Birds Movie 2), regia di Thurop Van Orman e John Rice (2019)
- Rise of the Teenage Mutant Ninja Turtles - Il destino delle Tartarughe Ninja (Rise of the Teenage Mutant Ninja Turtles) - serie animata, 8 episodi (2018-2020)
- Scooby-Doo and Guess Who? - serie animata, 2 episodi (2021)
- Kitty all'attacco (Battle Kitty) - serie animata, 3 episodi (2022)

### Altro
- Le Superchicche (storyboard artist)
- Le tenebrose avventure di Billy e Mandy (autore, storyboard artist)
- Camp Lazlo (autore, storyboard artist, storyboard director)
- Le meravigliose disavventure di Flapjack (creatore, autore, direttore, produttore esecutivo)
- Adventure Time (autore, co-produttore esecutivo)
- Sanjay and Craig (co-produttore esecutivo)